# Cesare Tallone

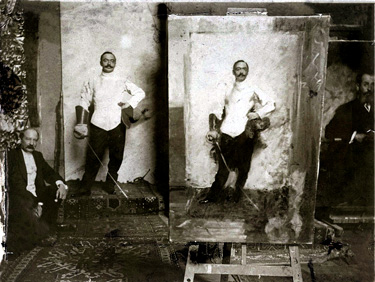
Cesare Tallone (l) in zijn studio, schildert portret van Alessandro Pirovano

Cesare Tallone (Savona, 26 augustus 1853 – Milaan, 25 maart 1919) was een Italiaans kunstschilder. Hij was vooral bekend als portrettist.

## Leven en werk
Na de dood van zijn vader verhuisde Tallone en zijn familie naar Allesandria, waar hij al op jonge leeftijd als kunstschilder in de leer ging bij Pietro Sassi. Al snel werd zijn talent als portretschilder onderkend en met steun van de plaatselijke gemeenteraad kon hij in 1872 gaan studeren aan de Brera Academie in Milaan. Daar werd hij vervolgens ontdekt door Francesco Hayez, die hem aanbood gebruik te maken van zijn studio. Hij werd een veel gevraagd portrettist van de bourgeoisie en aristocratie en won diverse prijzen. Naast portretten schilderde hij ook historische taferelen.
Tallone werkte ook vaak in Rome, samen met zijn vrienden Antonio Mancini en Francesco Paolo Michetti. In 1883-1884 had hij veel succes met zijn werk op de 'Esposizione di Belle Arti di Roma' en de 'Esposizione Generale Italiana' in Turijn. In 1885 werd hij leraar aan de Carrara Academie in Bergamo en vanaf 1899 doceerde hij aan de Brera Academie in Milaan, waar Giuseppe Amisani, Ambrogio Alciati en Carlo Carrà tot zijn leerlingen behoorden.
In 1908 exposeerde Tallone zijn werk in een aparte zaal tijdens de 'Esposizione Internazionale d’Arte di Venezia'. Hij overleed in 1919, op 65-jarige leeftijd. In 1921 organiseerde de Brera Academie een overzichtstentoonstelling van zijn werk.

## Portretten

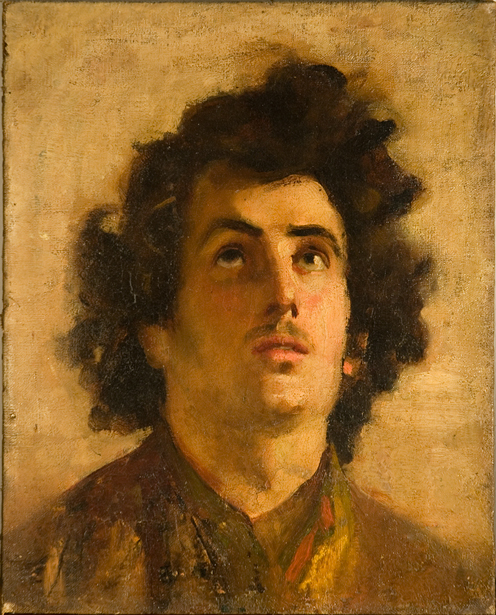
Inspirato
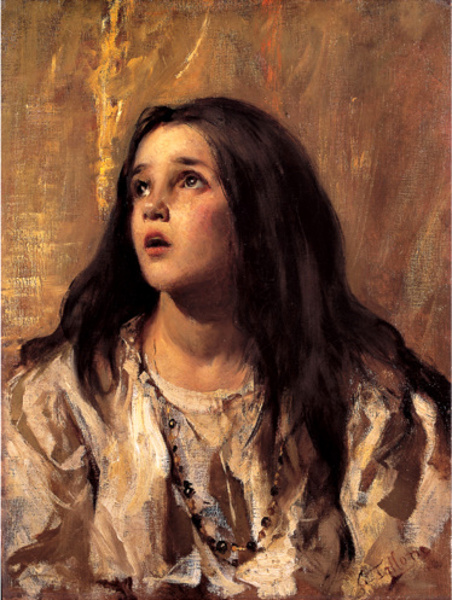
Het model
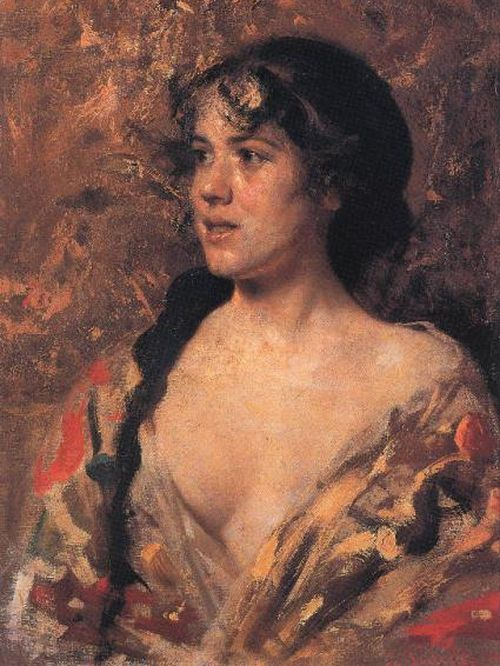
Meisjesfiguur
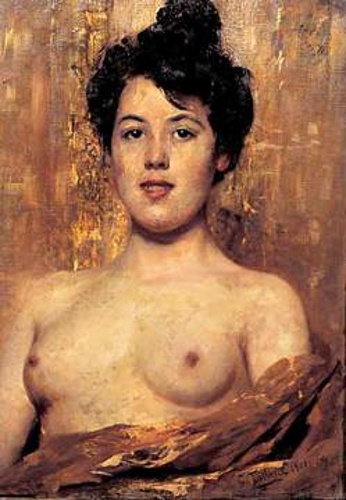
Halfnaakte vrouw
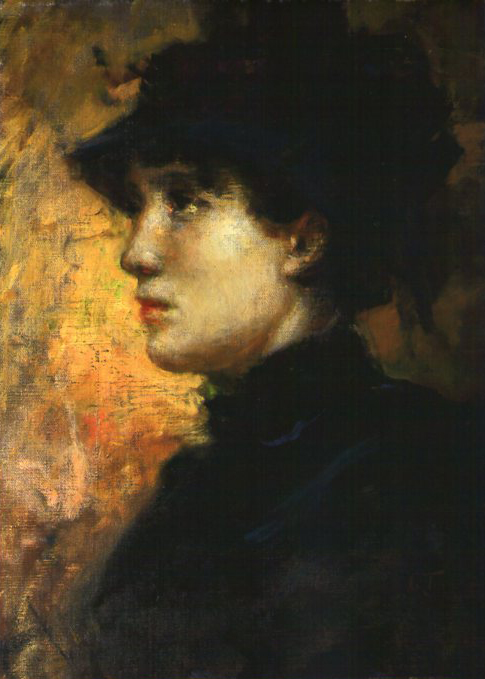
Dame in profiel met hoed
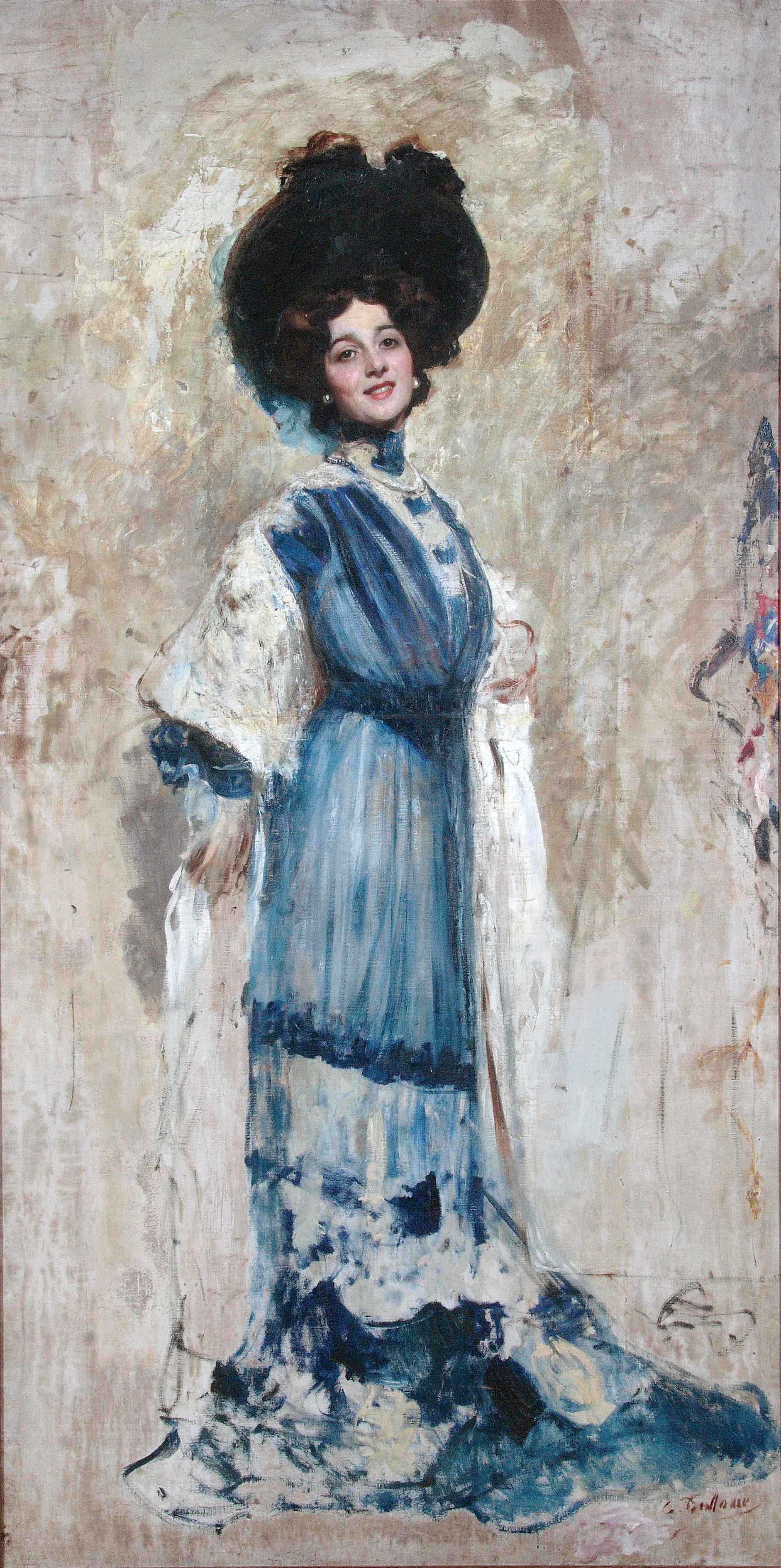
Lina Cavalieri
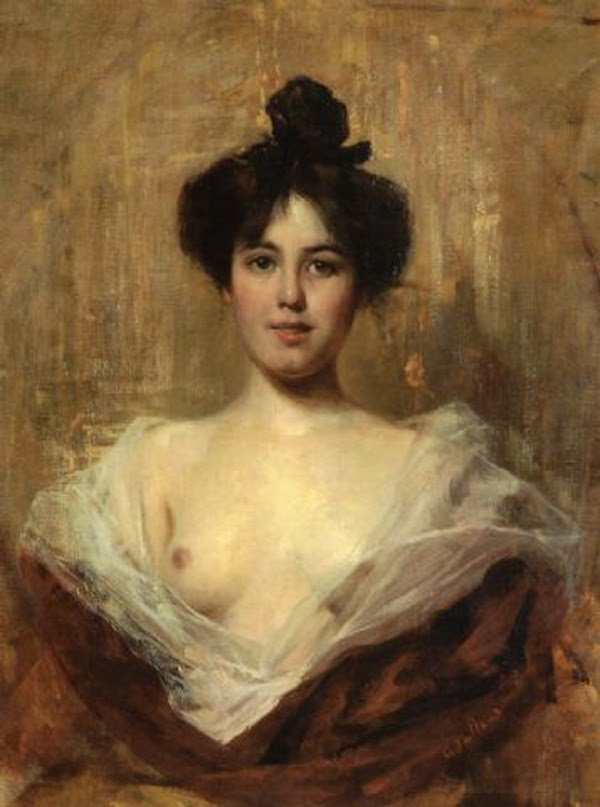
Buste van een jonge vrouw
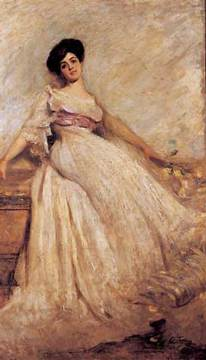
Portret van Ellade Crespi Colombo
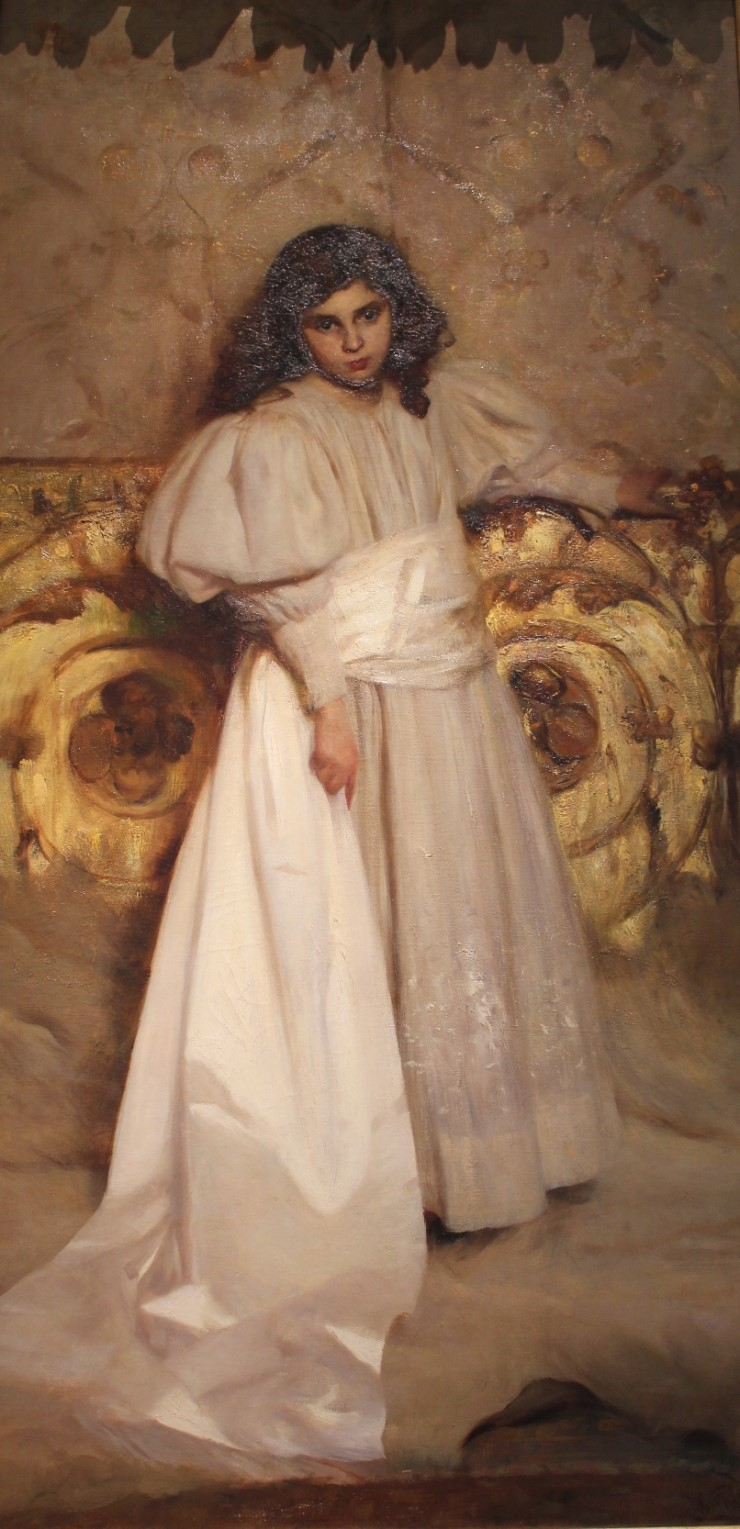
Jong meisje poserend
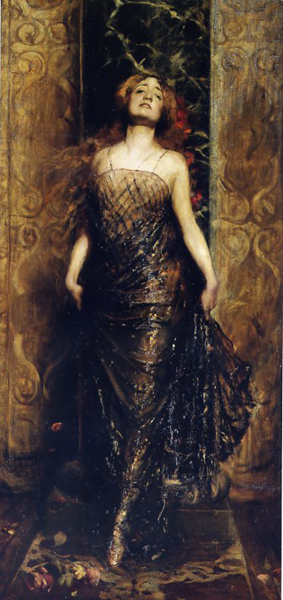
Lyda Borelli